# Lubanowo
Lubanowo (deutsch Liebenow) ist ein Dorf in der Landgemeinde (Gmina) Banie (Bahn) im Powiat Gryfiński (Greifenhagener Kreis) der polnischen Woiwodschaft Westpommern.

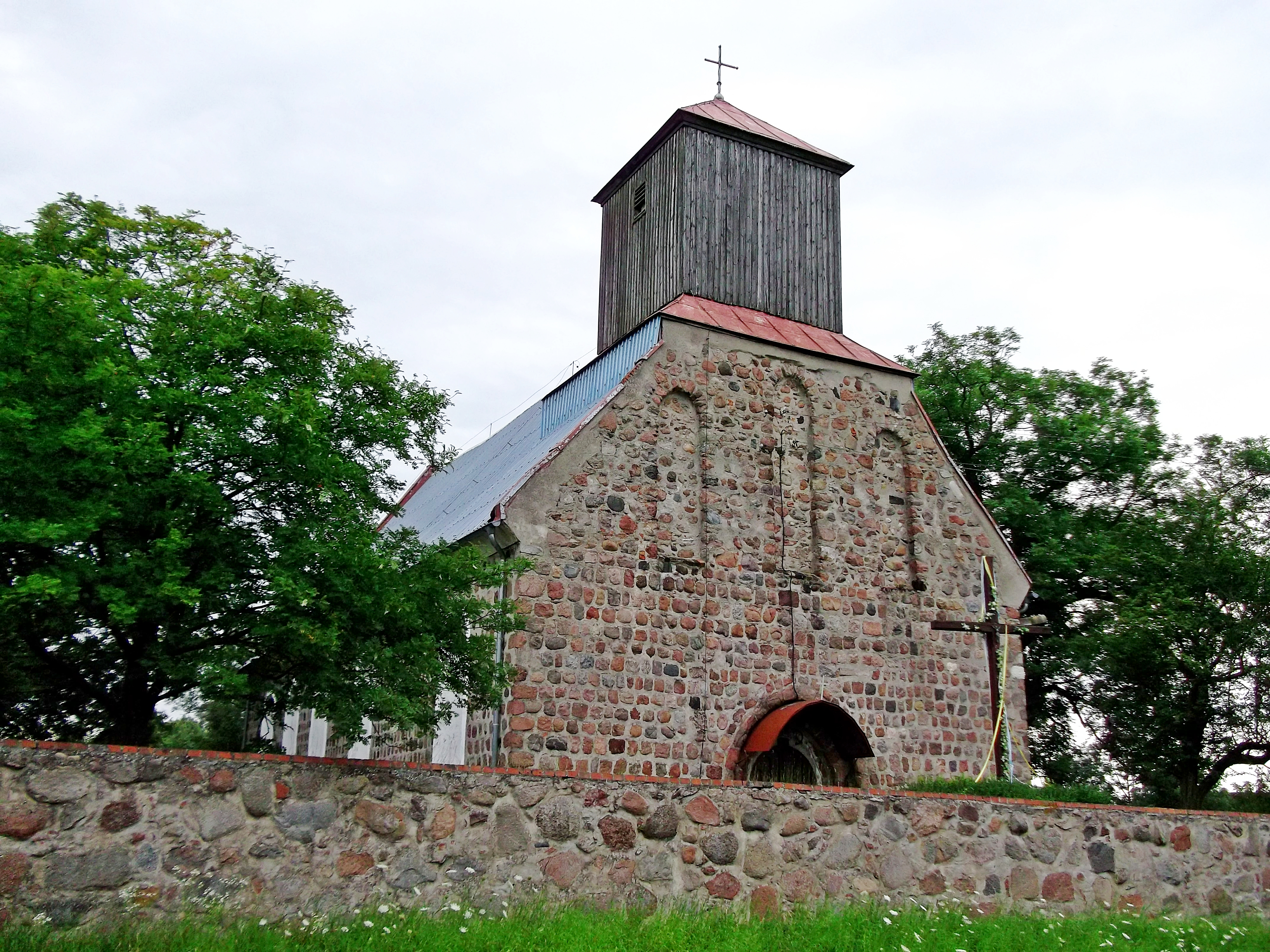
Dorfkirche, bis 1945 Gotteshaus der evangelischen Gemeinde Liebenow (Aufnahme 2012)

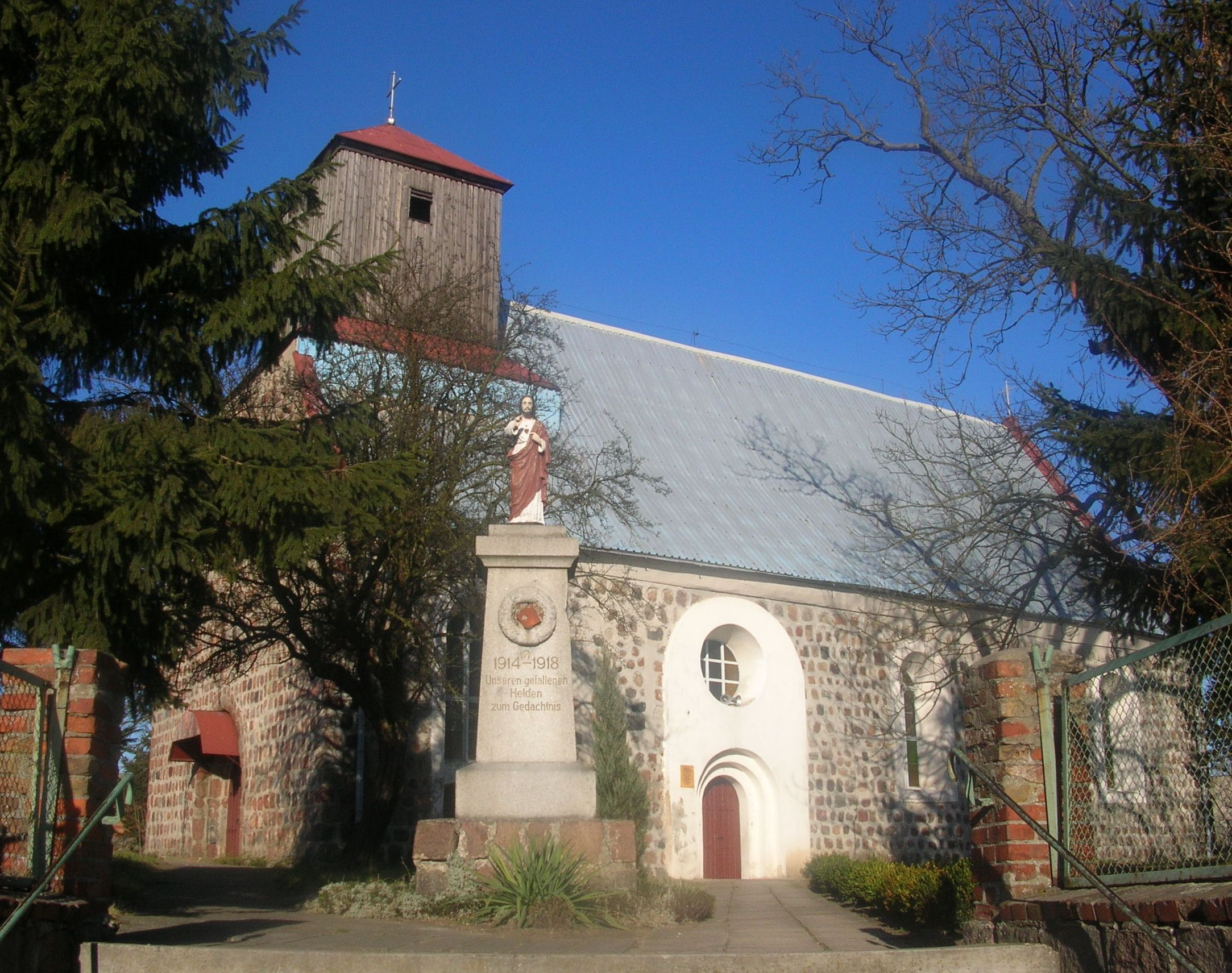
Dorfkirche, Seitenansicht (Aufnahme 2007)

## Geographie
Das Kirchdorf liegt in Hinterpommern an dem Flüsschen Thue und an einem kleinen See, etwa 35 Kilometer südöstlich von Stettin, 15 Kilometer südlich der Stadt Greifenhagen und sechs Kilometer nordöstlich von Banie (Bahn).

## Geschichte

Dorf Liebenow (Levenow) und die Liebenowsche Untermühle (Levenowsche molen) südsüdöstlich des Stettiner Haffs und der Stadt Stettin, rechts der Oder, südwestlich des Madüsees (Madui Lacus) und südöstlich der Stadt Greifenhagen (Griffenhagen) und nordöstlich von Bahn (Bahnen), auf der Lubinschen Karte von 1618 (Ausschnitt)

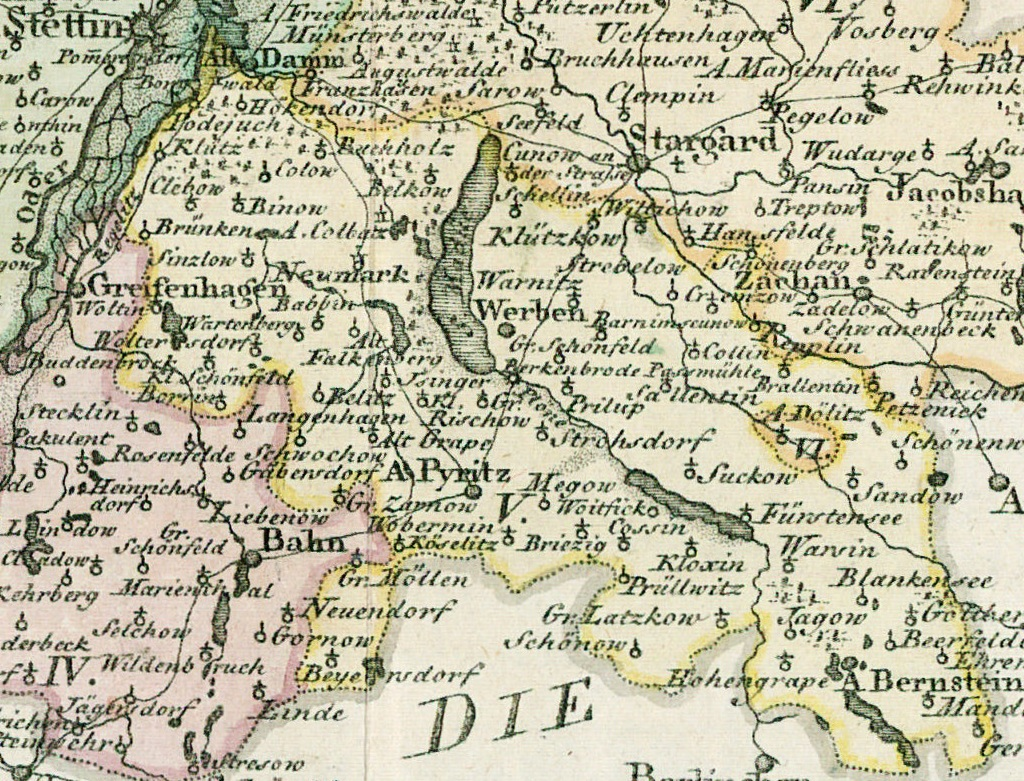
Kirchdorf Liebenow westlich von Pyritz und nordwestlich von Bahn auf einer Landkarte des 18. Jahrhunderts

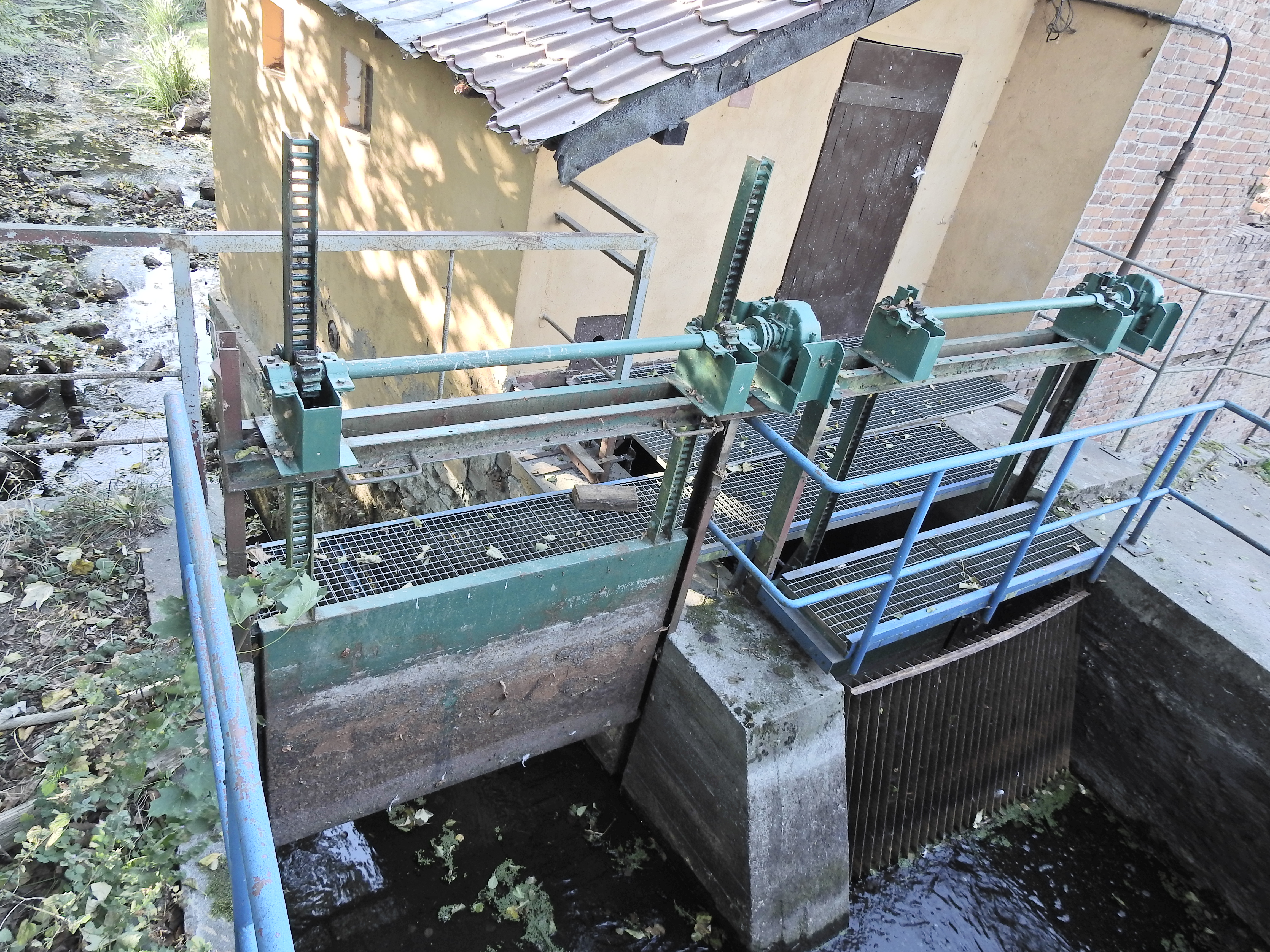
Schleusentor bei Trzaski (Seehof) (2018)

Auf der Lubinschen Karte von 1618 ist das Dorf als Levenow verzeichnet. Zur Regierungszeit des Herzogs Barnim I. kam in Pommern in einer Urkunde von 1239 ein Zeuge namens  Johannes Levenowe vor. Liebenow hatte früher zur Herrschaft Wildenbruch gehört, die Barnim I. im Jahr 1235 dem Templerorden geschenkt hatte. Nach Aufhebung dieses Ordens durch Papst Clemens V. 1312 gab Barnim I. die Herrschaft Wildenbruch nebst der Stadt Bahn und den Bahnschen Gütern dem Johanniterorden. Nach dem Westfälischen Frieden wurde die Komturei Wildenbruch säkularisiert, die Herrschaft Wildenbruch ging in Privatbesitz über und wurde 1680 für 120.000 Taler von der Kurfürstin Dorothea (1636–1689) aufgekauft.
Von der Kurfürstin Dorothea wurde in Liebenow im Jahr 1684 abseits des Dorfkerns eine von dem Flüsschen Thue angetriebene Papiermühle angelegt.
Liebenow gehörte später zum Rentamtsbezirk Schwedt, der durch Zusammenlegung der früheren Herrschaftsgebiete Wildenbruch und Schwedt gebildet worden war.
Im Jahr 1925 hatte Liebenow fünf Wohnplätze:
- Gut Liebenow
- Liebenow
- Ludwigsthal
- Obermühle
- Untermühle

Im Jahr 1945 gehörte Liebenow zum Landkreis Greifenhagen im Regierungsbezirk Stettin der preußischen Provinz Pommern des Deutschen Reichs. Liebenow war Sitz des Amtsbezirks Liebenow.
Gegen Ende des Zweiten Weltkriegs wurde die Region von der Roten Armee besetzt. Nach Einstellung der Kampfhandlungen wurde Liebenow mit ganz Hinterpommern, jedoch ohne die militärischen Sperrgebiete, seitens der sowjetischen Besatzungsmacht der Volksrepublik Polen zur Verwaltung überlassen. Anschließend wanderten Polen zu. Liebenow wurde in „Lubanowo“ umbenannt. In der Folgezeit wurde die einheimische Bevölkerung von der polnischen Administration aus Liebenow vertrieben.

### Demographie
| Jahr | Einwohner | Anmerkungen |
| ---- | --------- | --- |
| 1782 | –         | 48 Feuerstellen (Haushaltungen) |
| 1818 | 367       | Dorf mit Mutterkirche, Vorwerk, Wassermühle und Papiermühle                                                                            |
| 1852 | 479       | [ 9 ] |
| 1864 | 745       | am 3. Dezember, Gemeindebezirk und Gutsbezirk (Königl. Domäne) auf einer Gemarkungsfläche von 3886 bzw. 2216 Morgen in 59 Wohngebäuden |
| 1867 | 732       | am 3. Dezember, im Gemeinde- und Gutsbezirk (Domäne)                                                                                   |
| 1871 | 717       | am 1. Dezember, im Gemeinde- und Gutsbezirk (Domäne) in 67 Wohngebäuden; davon 710 Evangelische und sieben Juden                       |
| 1890 | 744       | davon 738 Evangelische und sechs Juden                                                                                                 |
| 1910 | 623       | am 1. Dezember, davon 503 im Dorf und 120 auf der Domäne                                                                               |
| 1925 | 754       | darunter 685 Evangelische, 64 Katholiken und fünf Juden                                                                                |
| 1933 | 677       | [ 16 ] |
| 1939 | 691       | [ 16 ] |

### Kirchspiel
Das evangelische Kirchspiel gehörte zur Synode Bahn.